# Notoraja sticta
Notoraja sticta (лат.) — вид хрящевых рыб рода Notoraja семейства Arhynchobatidae. Обитают в умеренных водах восточной части Индийского океана. Встречаются на глубине до 1200 м. Их крупные, уплощённые грудные плавники образуют округлый диск со треугольным заострённым рылом. Максимальная зарегистрированная длина 62,7 см. Не являются объектом целевого промысла.

## Таксономия
Впервые вид был научно описан в 2008 году. Видовой эпитет происходит от др.-греч. στικτός — «пятнистый». Голотип представляет собой половозрелого самца длиной 54,3 см, пойманного в Большом Австралийском заливе (33°49′ ю. ш. 130°59′ в. д.) на глубине 902—938 м. Паратипы: взрослые самцы длиной длиной 52,5—53,3 см, самки длиной 50,8—62,7 см и неполовозрелые самцы длиной 27,1—35,3 см, пойманные там же на глубине 820—1020 м.

## Ареал
Эти скаты обитают в Большом Австралийском заливе. Встречаются в средней части материкового склона на глубине до 820—1200 м.

## Описание
Широкие и плоские грудные плавники этих скатов образуют округлый диск с треугольным заострённым рылом. На вентральной стороне диска расположены 5 жаберных щелей, ноздри и рот. На тонком хвосте имеются латеральные складки. У этих скатов 2 редуцированных спинных плавника и редуцированный хвостовой плавник. Ширина диска равна 55,2—62,5 % длины тела. Расстояние от кончика рыла до глаз и до верхней челюсти составляет 12,7—15,0 %. Длина хвоста от клоаки до кончика равна 54,9—58,2 % длины тела. На дорсальной поверхности диска имеются обширные области, лишённые чешуи, вентральная поверхность диска и хвоста голая. Ростральные шипы отсутствуют. В передней части хвоста на дорсальной поверхности расположено два ряда колючек, также и имеется срединный ряд. На верхней челюсти 34—44, а на нижней 32—41 зубных рядов. Окраска дорсальной поверхности пегая, на беловатом фоне разбросаны голубовато-серые пятна неправильной формы. Вентральная поверхность пёстрая, покрыта серо-коричневыми пятнышками. Грудные плавники образованы 65—68 лучами. Количество позвонков в туловищном отделе 25—27, а в хвостовом 72—75. Максимальная зарегистрированная длина 62,7 см.

## Взаимодействие с человеком
Эти скаты не являются объектом целевого лова. В настоящее время глубоководный промысел в ареале отсутствует. Международный союз охраны природы оценил охранный статус вида как «Вызывающий наименьшие опасения».